# Портрет на Франческо Сасети и сина му Теодоро
„Портрет на Франческо Сасети и сина му Теодоро“ (на италиански: Ritratto di Francesco Sassetti con il figlio Teodoro) е картина на италианския ренесансов художник Доменико Гирландайо, нарисувана през 1488 г. Картината е изпълнена с темпера върху дърво, с размери 63,8 Х 84,5 см. и е изложена в Музея на изкуството „Метрополитън“ в Ню Йорк, САЩ.

## Описание
Този портрет изобразяващ мъж и неговия малък син, се счита за един от първите портрети от епохата на ранния Ренесанс. На горната част на дъската има идентифициращ надпис на латински език, добавен след като портретът е бил нарисуван:
| FRAN[CISCV]S SAXETTVS THEODORVSQVE F[ILIVS] |

На картината са изобразени Франческо Сасети (1421 – 1490) – богат флопентински банкер, работил като управител в банката на семейство Медичи, заедно със сина му Теодоро. На заден план се виждат планини около езеро с крепостен град. Тази картина често е сравнявана с друг двоен портрет, нарисуван от Доменико Гирландайо – „Портрет на старец с внук“, нарисуват през 1490 г., днес част от колекцията на парижкия Лувър.